# Ptiloris
Ptiloris Swainson, 1825 è un genere di uccelli passeriformi della famiglia Paradisaeidae.

## Descrizione
Si tratta di uccelli dall'aspetto che può ricordare quello di una grossa nettarinia, con corpo robusto, ali e coda corte e arrotondate, testa piccola e becco lungo e ricurvo. Le varie specie si presentano di taglia piuttosto simile fra loro (22–28 cm), con maschi interamente neri ad eccezione del petto e di parti della testa che sono di colore verde-azzurro metallico e femmine che invece presentano colorazione più mimetica, in cui predominano i toni del bruno e del beige. In ambedue i sessi l'interno della bocca è di un appariscente colore giallo, gli occhi sono bruni e le forti zampe sono nere: le femmine sono leggermente più piccola rispetto ai maschi, oltre a presentare becco più lungo.

## Distribuzione e habitat
Gli uccelli fucile sono, assieme al corvo del paradiso, alla paradisea di Wallace e alla manucodia trombettiera, fra le poche specie di uccelli del paradiso diffusi anche all'infuori della Nuova Guinea: proprio come quest'ultima, essi vivono sulle due sponde dello stretto di Torres, con una specie (l'uccello fucile orientale) diffusa nella sola Nuova Guinea, una (l'uccello fucile magnifico) diffusa sia in Nuova Guinea che in Australia nord-orientale e due (l'uccello fucile del paradiso e l'uccello fucile di Victoria) che possono essere osservate solo in Australia.
Questi uccelli sono abitatori delle aree pianeggianti e collinari fittamente alberate: rispetto agli altri uccelli del paradiso, gli uccelli fucile appaiono meno strettamente legati alla foresta pluviale, potendo essere osservati anche nelle aree di boscaglia secondaria a eucalipto, melaleuca o Nothofagus, così come nei mangrovieti.

## Biologia
Si tratta di uccelli diurni e perlopiù solitari, che possono riunirsi in gruppetti occasionali laddove vi siano fonti di cibo particolarmente abbondanti (ad esempio su grossi alberi da frutto). Gli uccelli fucile mostrano dieta prevalentemente insettivora, nutrendosi prevalentemente di artropodi e altri piccoli animali e integrando la propria dieta con frutta matura. Il cibo viene ricercato fra i rami e nelle spaccature della corteccia, ed estratto col lungo becco: talvolta, l'uccello si aiuta con una zampa a tenere fermo il cibo per poterlo fare a pezzi col becco e nutrirsene con maggiore comodità.
Come osservabile nella stragrande maggioranza degli uccelli del paradiso, anche gli uccelli fucile sono poligini, coi maschi che si esibiscono in rituali di corteggiamento altamente codificati e spettacolari per attrarre a sé quante più femmine possibile, con le quali eventualmente accoppiarsi: in questi uccelli, tuttavia, i maschi durante la stagione degli amori divengono territoriali e quando entrano in contatto visivo si scacciano a vicenda.
Il maschio attira le femmine mediante richiami su un posatoio isolato e ben in vista in una radura (generalmente un albero morto o un palo): quando essa sopraggiunge, il maschio tiene le ali ben aperte e puntate verso l'alto a formare una mezzaluna, agitando la testa a destra e sinistra mentre molleggia sulle zampe per mettere ben in vista l'iridescenza del piumaggio del petto.
Dopo l'accoppiamento, il maschio si disinteressa completamente delle cure parentali ed è la sola femmina ad occuparsi della costruzione del nido, della cova (che dura circa 18-19 giorni) e delle cure parentali ai pulli, i quali, nutriti principalmente con cibo di origine animale (da quest'abitudine si ritiene che derivi la diversa forma del becco della femmina) si involano attorno alle due settimane di vita ma divengono pienamente indipendenti solo a due mesi e mezzo dalla schiusa. I nidi di uccello fucile possono subire parassitismo di cova da parte del koel comune.

## Tassonomia
Se ne conoscono quattro specie:
- Ptiloris intercedens Sharpe, 1882 - uccello fucile orientale;
- Ptiloris magnificus (Vieillot, 1819) - uccello fucile magnifico;
- Ptiloris paradiseus Swainson, 1825 - uccello fucile del paradiso;
- Ptiloris victoriae Gould, 1850 - uccello fucile del Victoria;

Nell'ambito della famiglia Paradisaeidae, gli uccelli fucile appaiono molto vicini alla paradisea superba (tanto che alcuni autori classificano tutte le specie di uccello fucile nel genere Lophorina assieme a quest'ultima), alla paradisea di Wallace e agli uccelli del paradiso dal becco a falce del genere Drepanornis, coi quali vanno a formare un clade ben identificato e piuttosto distante dagli altri.
Talvolta, l'uccello fucile magnifico (e quindi anche l'uccello fucile orientale, fino a poco tempo fa considerato una sottospecie proprio di quest'ultimo col nome di Ptiloris magnificus intercedens) viene classificato in un proprio sottogenere, Craspedophora, un tempo condiviso con C. mantoui Oustalet, 1891, in seguito rivelatasi in realtà un ibrido con la paradisea dalle dodici penne.
Il nome scientifico del genere deriva dalle parole greche πτίλον (ptílon, "piuma") e ῥίς (rís, "naso"), col significato di "naso piumato", in riferimento alla copertura di penne frontali che nasconde le narici. Il nome comune di "uccelli fucile", invece, ha origini poco chiare: se da un lato si pensa che la livrea lucente dei maschi abbia ricordato agli osservatori le uniformi della Rifle Brigade, secondo altri il nome deriverebbe dal verso dei maschi che ricorderebbe un proiettile che centra un bersaglio, sebbene non si abbia notizia certa di versi del genere emessi da questi uccelli.